# Tetramorium inquilinum

Голова самца спереди

Самец сбоку

Tetramorium inquilinum (лат.) — вид мелких социально-паразитических муравьёв (Formicidae) из подсемейства Myrmicinae.

## Распространение
Европа (Франция, Швейцария).

## Охранный статус
Эти муравьи включены в «Красный список угрожаемых видов» (англ. IUCN Red List of Threatened Animals) международной Красной книги Всемирного союза охраны природы (The World Conservation Union, IUCN) в статусе Vulnerable D2 (таксоны в уязвимости или под угрозой исчезновения).

## Описание
Мелкие муравьи (длина около 2 мм). Рабочую касту утратили, гнезда не строят. Известны только половые особи. Являются социальными паразитами других муравьёв из рода Tetramorium. Впервые были описаны швейцарским мирмекологом Heinrich Kutter (1896—1990) в 1950 году.

## Систематика
Относится к трибе Crematogastrini. Вид был впервые описан в 1950 году. В 2014 году в ходе ревизии подсемейства мирмицины было предложено синонимизировать род Teleutomyrmex с родом Tetramorium, в связи с чем вид Teleutomyrmex schneideri был переименован в Tetramorium inquilinum Ward, Brady, Fisher & Schultz, 2014 (из-за сходства со старым именем Tetramorium schneideri Emery, 1898; вторичная омонимия по МКЗН).